# Miguel González de Legarra
Miguel María González de Legarra (Logroño, La Rioja, 23 de agosto de 1962) es un político español. Desde el 28 de mayo de 2023 es diputado del PSR-PSOE en el Parlamento de La Rioja. Anteriormente desempeñó la función de portavoz del Partido Riojano entre 1995 y 2015 en el Parlamento de La Rioja, fue presidente de dicho partido hasta el mes de julio de 2015.

## Biografía
Es diplomado en Consultoría Turística y Medioambiental. Coach Ontológico y especialista universitario en Coaching, Inteligencia Emocional y Programación Neurolingüística. González de Legarra fue secretario provincial de las Juventudes de Unión de Centro Democrático, después fue fundador y primer presidente de Jóvenes Riojanos Progresistas y en 1982 participó en la creación del Partido Riojano, formando parte de su ejecutiva desde entonces. Durante el periodo de 1988-1989 fue miembro del consejo de administración de la Caja de Ahorros de La Rioja (CAJARIOJA), durante el proceso de fusión con CAJA RURAL DE LA RIOJA. En 1989 fue nombrado director general de Juventud del Gobierno de La Rioja. En 1990 fue designado asesor de Coordinación de la Vicepresidencia del Gobierno de La Rioja. En 1991 fue elegido Secretario General del partido y tras el VI Congreso del PR (1995), Presidente de la formación regionalista.
Entre 1991 y 2015 fue diputado en el Parlamento de La Rioja. Fue portavoz del Grupo Parlamentario Riojano entre 1991 y 1995 y entre 1999 y 2001 y entre 2001 y 2015 fue portavoz del Grupo Mixto.
En 2017 dejó su afiliación del Partido Riojano.
En las elecciones al Parlamento de La Rioja celebradas el 28 de mayo de 2023 fue elegido de nuevo diputado en la candidatura presentada por el PSR-PSOE.